# Eje rígido

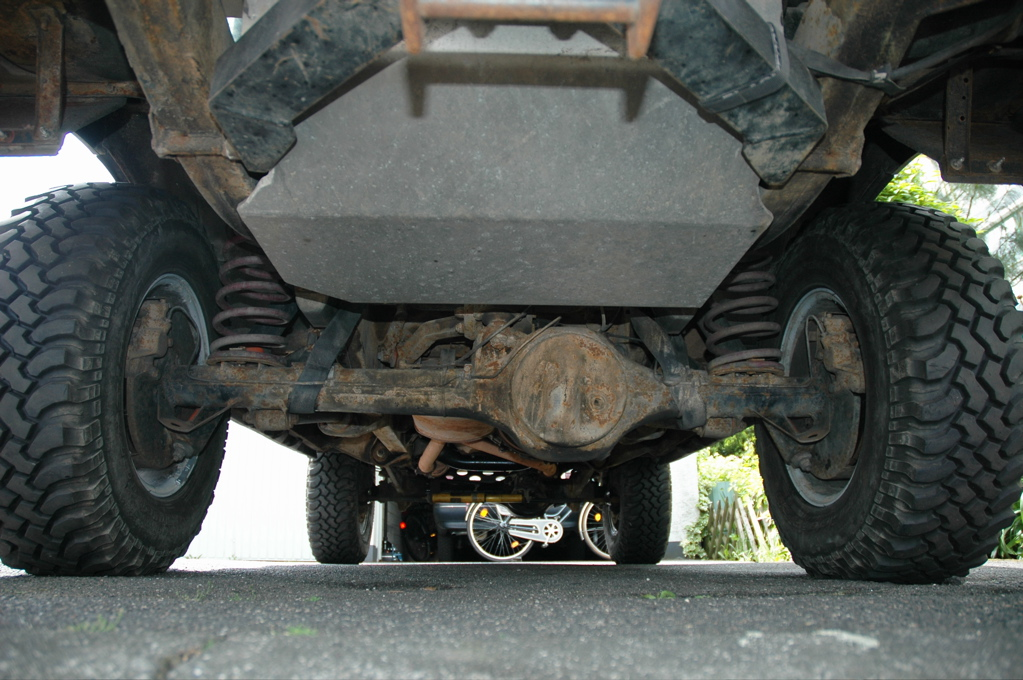
Eje trasero rígido motriz

Un eje rígido o puente rígido es un diseño de suspensión de automóvil de las denominadas suspensiones dependientes, en las que un conjunto de ruedas está conectado lateralmente por una única viga o fuste. 

## Características
- En un eje rígido el ángulo de caída de las ruedas es siempre el mismo, independientemente del recorrido de la suspensión. Aunque normalmente la caída es cero el eje rígido puede fabricarse de modo que tenga una caída positiva (como por ejemplo en el eje trasero Leyland Eight) o negativa que no variará con el recorrido de la suspensión.
- El guiado longitudinal de un eje rígido se realiza por cualquiera de los siguientes sistemas: ballestas, brazos de empuje (en transmisiones semihotchkiss), tubo de empuje (en transmisiones por tubo de empuje) y brazos tirados o brazos semitirados (en ejes rígidos de vehículos de tracción delantera).
- El guiado lateral de un eje rígido se realiza por cualquiera de los siguientes sistemas: las propias ballestas o el tubo de empuje, una barra Panhard, mecanismo de Watt o mecanismo de Scott Russell, triángulo central de posicionamiento y control de par de los Alfa Romeo Giulia (1962) o los Renault 12 y Renault 18 u otros sistemas menos utilizados como el mecanismo de rueda y carril de los automóviles Pegaso.
- El control del movimiento vertical se lleva a cabo mediante amortiguadores, ballestas, muelles o bloques hidroneumáticos.

Características de la suspensión por eje rígido: Variación de caídas ante irregularidades de la carretera, mantenimiento de la caída ante izado o inclinación de la carrocería y gran peso no suspendido.

El eje de torsión es un diseño híbrido entre un eje rígido y una suspensión por brazos. Se trata de un eje rígido con forma de "U" en el que los brazos articulados tienen cierto grado de independencia entre ellos -se considera una suspensión semiindependiente- debido a la capacidad torsional del eje, dotado al mismo tiempo de capacidad autoestabilizadora.

## Eje motriz vs eje no motriz

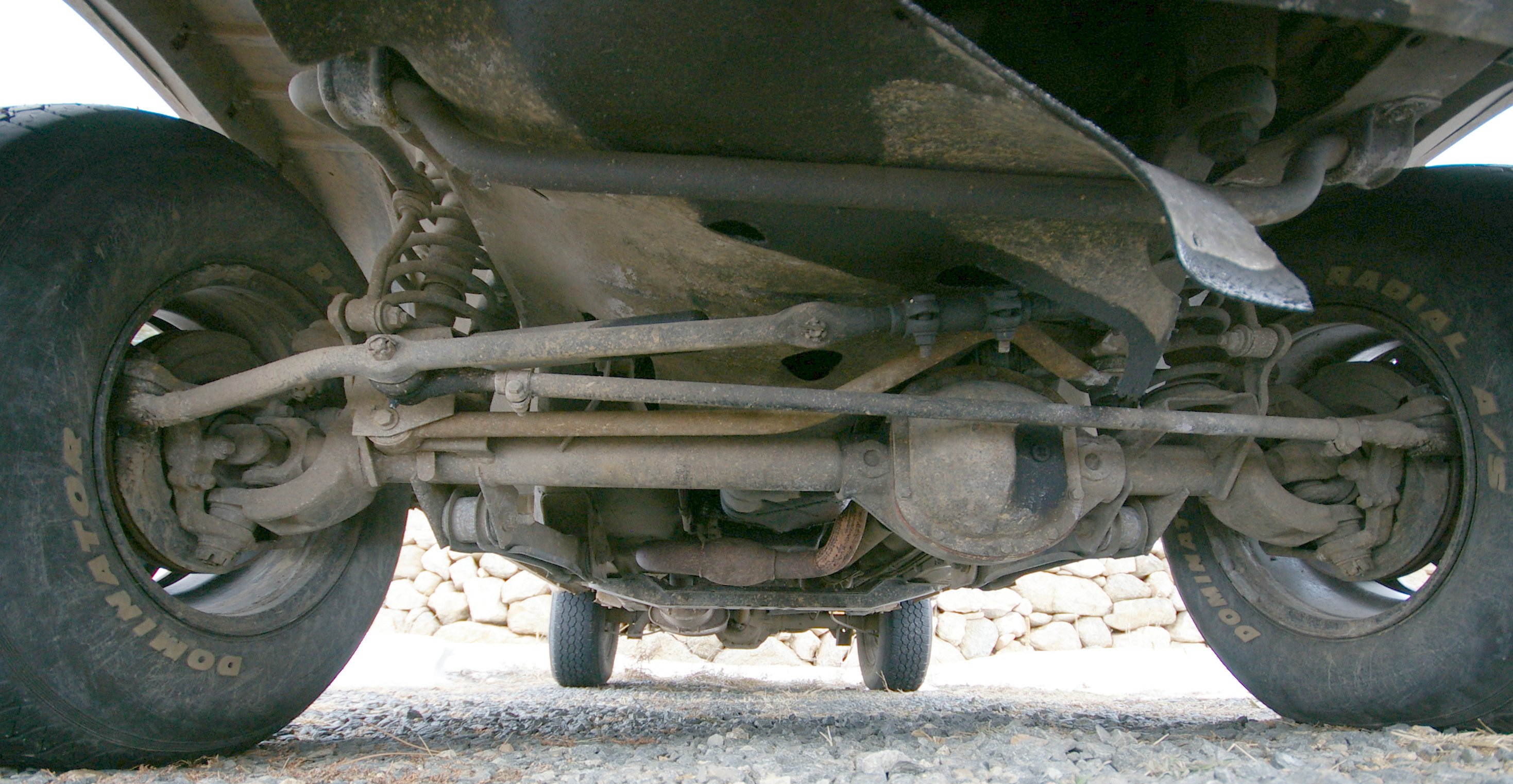
Eje rígido delantero en un Jeep con tracción a las cuatro ruedas y muelles como resorte.

Un eje motriz -live axle- es un tipo de eje rígido que incluye los elementos de transmisión. Se emplea en transmisiones hotchkiss y por tubo de empuje donde el eje trasero está compuesto por los semiejes de la transmisión cubiertos por "trompetas" y por el diferencial -también llamado "tercer elemento"- cuya carcasa se fija a estas sólidamente formando el puente trasero.
Los ejes no motrices, empujados o arrastrados -dead axles- no contienen elementos de transmisión, por lo que el eje típicamente se compone de una sola pieza lo más ligera posible para reducir la masa no suspendido.

## Ventajas
La ventaja principal del eje rígido es su simplicidad. Esta simplicidad hace que ocupe muy poco espacio y sea relativamente barato de fabricar. Son casi universalmente utilizados en vehículos industriales pesados y en la mayoría de los vehículos industriales ligeros y furgonetas así como en pickups y todocaminos, al menos en el eje trasero. Otra ventaja importante es que en aplicaciones para todo-terreno proporcionan un mayor recorrido de suspensión y robustez mecánica. Por último al no variar las caídas de las ruedas éstas permanecen siempre paralelas a la carretera, lo que supone una ventaja en cuanto a estabilidad -sobre buen pavimento- y para el izado del vehículo.

## Desventajas
En el lado negativo debe considerarse que cada rueda no puede moverse independientemente de la otra, variando la caída de ambas ruedas cuando una de las dos supera un obstáculo, lo que afecta al tacto de conducción y a la estabilidad. Otra desventaja importante es el gran aumento de la masa no suspendida -especialmente en el caso de ejes rígidos motrices- lo que afecta muy negativamente a la calidad de conducción. Por último la ausencia de caídas negativas afecta a la estabilidad, al no poderse inducir determinadas caídas en curva.

## Aplicaciones recientes
- Ejes rígidos motrices con transmisión hotckhiss:

Volvo serie 900, Talbot Sunbeam, Fiat
- Ejes rígidos motrices con transmisión por tubo de empuje:

Peugeot 505
- Ejes no motrices:

Daewoo Matiz